# Cuthona leopardina
Cuthona leopardina is een slakkensoort uit de familie van de Cuthonidae. De wetenschappelijke naam van de soort is voor het eerst geldig gepubliceerd in 1888 door Vayssière.